# Frigosped
Die Frigosped GmbH Internationale Spedition (kurz Frigosped) ist ein europaweit tätiges Logistikunternehmen mit Zentralsitz in Ransbach-Baumbach. Das Unternehmen verfügt über 12 Niederlassungen in Deutschland und Spanien.

## Geschichte

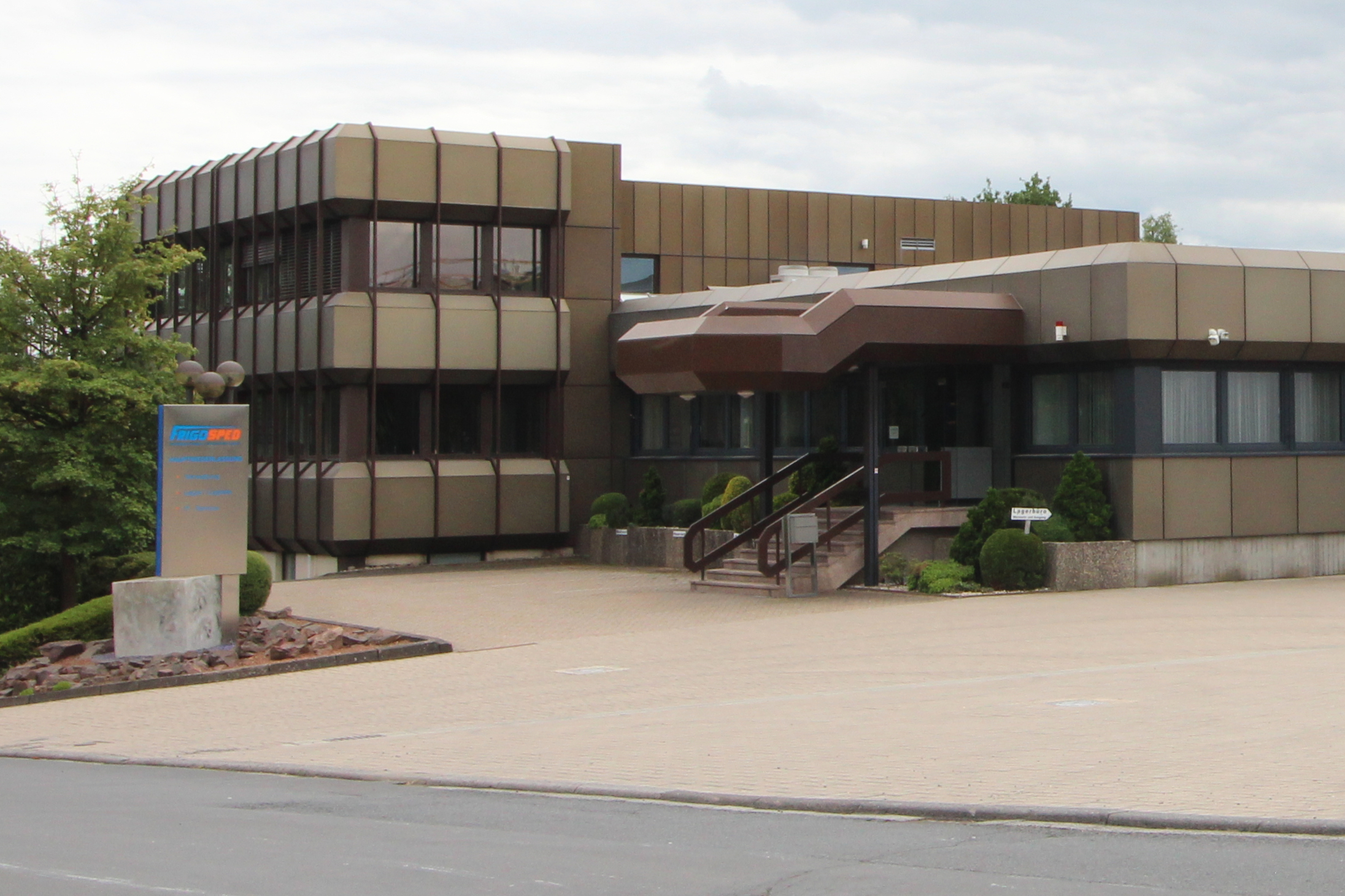
Firmenzentrale in Ransbach-Baumbach

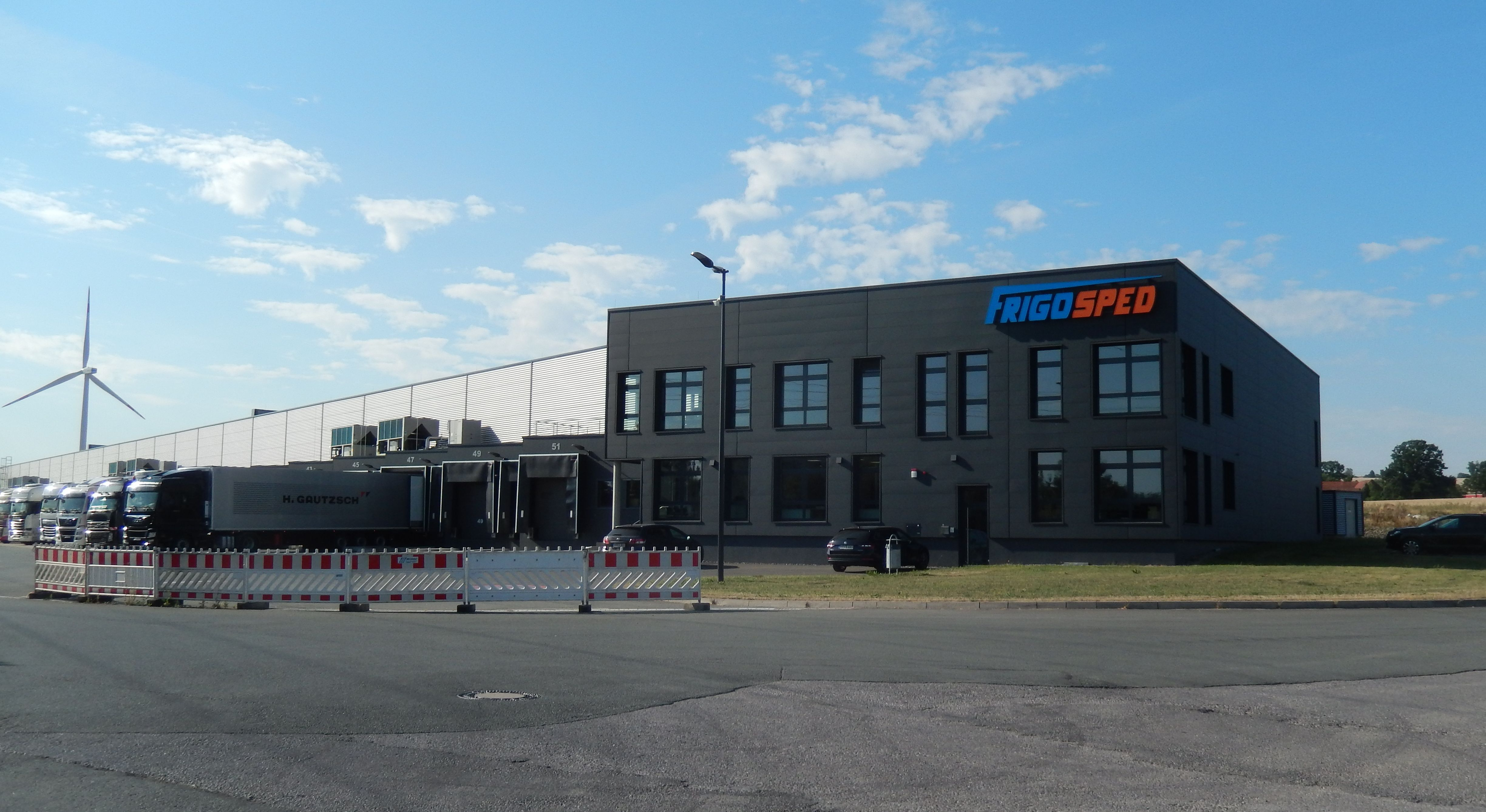
Logistikzentrum in Porta Westfalica

Frigosped wurde 1981 in Ebernhahn gegründet. 1988 erfolgte die Verschmelzung mit dem Hamburger Unternehmen Container Transporte S. u. A. Schümann. 1997 wurde der Sitz von Hamburg nach Ransbach-Baumbach verlegt. Im Zuge der Unternehmensentwicklung wurden die Tochtergesellschaften Frigoconsult S.L. in Tavernes de la Valldigna, Spanien, (1999) und FS Logistics in Ransbach-Baumbach (2020) gegründet. Auch entstanden Niederlassungen in München (1985, später Freising), Hamburg (1988), Wittenberg (1989), Kehl (1991), Castrop-Rauxel (2003, später Lünen), Nürnberg (2007) sowie Logistikzentren in Kehl (2003) und Porta Westfalica (2015).

## Geschäftsfelder
Die Frigosped agiert in den Geschäftsfeldern LKW-Transport, Warehousing, Mehrwertdienste und Logistikberatung. Die Schwerpunkte bilden dabei Lebensmittel-, Tiernahrungs-, Getränke- und Entsorgungslogistik mit einer Spezialisierung auf "Full Truck Load" Transporten.
Jährlich organisieren das Unternehmen 165.000 Transporte mit 280 Fahrzeugen in Festcharter. Die Lagerfläche umfasst 60.000 m² und bietet Platz für 50.000 Paletten, jährlich werden 1,8 Mio. Paletten umgeschlagen. Die verschiedenen Standorte bieten Lagertemperaturen zwischen 2–8 °C, 14–20 °C oder auch ohne Temperaturführung für die Non-Food Produkte. Die Mehrwertdienste umfassen unter anderem Re-Packing, Konfektionierung und Etikettierung der Produkte, innerbetrieblichen Warentransport oder auch die gesamte Versorgung einer Fabrik mit Roh- und Verpackungswaren.